# Pseudorhodopis inermis
Pseudorhodopis inermis là một loài bọ cánh cứng trong họ Cerambycidae.